# Swartzia sumorum
Swartzia sumorum är en ärtväxtart som beskrevs av A.R.Molina. Swartzia sumorum ingår i släktet Swartzia och familjen ärtväxter. Inga underarter finns listade i Catalogue of Life.